# 豊岡村 (埼玉県)
豊岡村（とよおかむら）は、かつて埼玉県北葛飾郡に存在した自治体。

## 歴史
- 1889年（明治22年）4月1日 - 町村制施行に伴い中葛飾郡目沼村・木津内村・宮前村・鷲巣村・木野川村・槇野地村・花島村・中島村が合併し、豊岡村が成立する。
- 1895年（明治28年）3月30日 - 千葉県東葛飾郡関宿町大字向河岸及び大字向下河岸が分離、豊岡村に編入され大字西関宿が新たに設置される。
- 1896年（明治29年）3月29日 - 中葛飾郡が北葛飾郡に統合される。
- 1955年（昭和30年）4月1日 - 桜井村と豊岡村のうち目沼・木津内・宮前・鷲巣・木野川が合併し、泉村となる。同時に八代村と豊岡村のうち槇野地・花島・中島・西関宿が幸手町に編入される。